# Macrolophus pygmaeus
Macrolophus pygmaeus är en insektsart som först beskrevs av Jules Pièrre Rambur 1839.  Macrolophus pygmaeus ingår i släktet Macrolophus och familjen ängsskinnbaggar. Arten är reproducerande i Sverige. Inga underarter finns listade i Catalogue of Life.